# Avui
Avui (pol. „Dzisiaj”) – kataloński dziennik założony w 1976 roku. Czasopismo ukazuje się w języku katalońskim i jest poświęcone przede wszystkim informacjom z tego regionu. W 1999 roku osiągał nakład w wysokości 150 tys. egzemplarzy. W 2009 roku „Avui” zostało kupione przez konkurencyjny dziennik „El Punt”; szefem „Avui” został wtedy  Xavier Xirgo. Czasopismo ukazuje się przy wsparciu rządu katalońskiego.